# Escalade Peak
Der Escalade Peak (englisch für Ersteigungsspitze) ist ein markanter und 2035 m hoher Berg in der antarktischen Ross Dependency. Er ragt 13 km östlich des südlichen Endes der Boomerang Range in der Van Allen Range des Transantarktischen Gebirges auf.
Die neuseeländische Mannschaft der Commonwealth Trans-Antarctic Expedition (1955–1958) nahm die Benennung vor. Namensgebend sind vertikale Felsflächen, die wie Stufen einer Treppe einen Weg zum Gipfel des Berges bieten.